# Megaphrynium macrostachyum
Megaphrynium macrostachyum là một loài thực vật có hoa trong họ Marantaceae. Loài này được (K.Schum.) Milne-Redh. mô tả khoa học đầu tiên năm 1952.